# آلف هیچ
آلف هیچ (انگلیسی: Alf Hitch; ۱۴ ژوئیهٔ ۱۸۷۶ – ۱۹۶۲ (۸۵−۸۶ سال)) بازیکن فوتبال بود.
از باشگاه‌هایی که در آن بازی کرده‌است می‌توان به باشگاه فوتبال ناتینگهام فارست اشاره کرد.